# Méjannes-lès-Alès
Méjannes-lès-Alès (okzitanisch: Mejanas d’Alès) ist eine französische Gemeinde mit 1.232 Einwohnern (Stand: 1. Januar 2022) im Département Gard in der Region Okzitanien (vor 2016: Languedoc-Roussillon). Sie gehört zum Arrondissement Alès und zum Kanton Alès-3. Die Einwohner werden Méjannais genannt.

## Geographie
Méjannes-lès-Alès liegt an der Droude, etwa sechs Kilometer ostsüdöstlich von Alès in den Cevennen. Umgeben wird Méjannes-lès-Alès von den Nachbargemeinden Saint-Privat-des-Vieux im Nordwesten und Norden, Mons im Nordosten und Osten, Monteils im Osten und Südosten, Deaux im Süden sowie Saint-Hilaire-de-Brethmas im Westen.

## Bevölkerungsentwicklung
| Jahr                       | 1962 | 1968 | 1975 | 1982 | 1990 | 1999 | 2006 | 2014 | 2020 |
| -------------------------- | ---- | ---- | ---- | ---- | ---- | ---- | ---- | ---- | ---- |
| Einwohner                  | 416  | 507  | 501  | 660  | 810  | 905  | 1026 | 1208 | 1195 |
| Quellen: Cassini und INSEE |      |      |      |      |      |      |      |      |      |